# Burg Killingen
Die Burg Killingen ist eine abgegangene mittelalterliche Burg in Killingen einem Teilort von Röhlingen, einem Stadtteil von Ellwangen im Ostalbkreis in Baden-Württemberg.
Die Burg der Ortsadligen Herren von Killingen wurde im 14./15. Jahrhundert erwähnt. Diese verwandt waren mit den Herren von Röhlingen, deren Wappen sie auch trugen.
Von der nicht mehr lokalisierbaren Burganlage sind keine Reste bekannt.

Wappen derer von Killingen nach dem Neuen Siebmacher (1911)
Wappen des Ortes Röhlingen